# Boreosignum maltinii
Boreosignum maltinii là một loài chân đều trong họ Paramunnidae. Loài này được Schiecke & Fresi miêu tả khoa học năm 1972.